# Алибеков, Джамиль Адил оглы
Джами́ль Ади́л оглы́ Алибе́ков (5 декабря 1927, село Дедели, Азербайджанская ССР — 26 октября 2014, Баку) — советский, азербайджанский писатель.

## Биография
С 1949 года, по окончании факультета филологии Азербайджанского государственного университета, работал в газете «Азербайджанская молодёжь» (в том числе ответственным секретарём, редактором).
С 1970 года — заместитель председателя Государственного комитета по телевидению и радиовещанию Азербайджанской ССР. Добился учреждения должности собственного корреспондента АзТВ в Москве; за организацию передачи «Булаг» был удостоен премии «Золотое перо».
В 1974—1984 гг. — директор киностудии «Азербайджанфильм». Многие из выпущенных в этот период фильмов («Деде Горгуд», «Бабек», «Дервиш взрывает Париж», «Звук флейты», «Допрос», «День рождения», «Свекровь», «Папаха») были удостоены международных и республиканских наград.
В 1984—1988 гг. — главный редактор, директор Азербайджанского государственного издательства («Азернешр»). В 1988—1990 гг. — главный редактор газеты «Коммунист», затем главный редактор издательств «Язычы», «Элм вя хаят», редактор газеты «Новруз».
Член Союза журналистов, Союза писателей, Союза кинематографистов.
Похоронен на кладбище Балаханы.

### Семья
Жена — Техбир ханум.
- дети — Эльбек, Нигяр, Джейхун.

## Творчество
Автор более 40 художественных произведений. Первые очерки («Первые шаги», «Труд и героизм», «Три сестры») опубликовал в 1954 г. в газете «Азербайджанская молодёжь». Первый роман — «Испытание» — написал в 1964 году. Перевёл на азербайджанский язык «Материнское поле», «Белый пароход» и «Первый учитель» Чингиза Айтматова, «Индиану» Жорж Санд.
По мотивам его повести снят фильм «Льдина в тёплом море» (режиссёр Юлий Гусман, Азербайджанфильм, 1982).
романы
- «Испытание» (1964)
  - Алибеков Д. А. Испытание; [Слёзы скал] : роман и повесть. — М.: Советский писатель, 1974. — 359 с.
- «Планета моей матери» (1972)
  - Алибеков Д. А. Планета матери моей : роман / пер. с азерб. Л. Обуховой. — М.: Советский писатель, 1990. — 560 с. — ISBN 5-265-00764-4
- «Сама жизнь» (1975)
- «Терпеливая любовь» (1978)
- «Золотой конь и земля» (1983)
- «Край света» (1986)
  - Алибеков Д. А. Край света: (Роман) (азерб.). — Баку: Язычы, 1986. — 414 с.
- «Первая любовь» (1990)
  - Алибеков Д. Первая любовь: [Лирич. роман] (азерб.). — Баку: Гянджлик, 1990. — 278 с. — ISBN 5802003715
- «Лицом к лицу с эпохами» (2007)

повести
- «Слёзы скал»
- «Ищу себя»
- «Матери»
- «Зимние приключения»
- «Прощальная встреча»
- «Немой набат» (1985)

пьесы, сценарии
- «Убийство в Гюлистане» (поставлена в Азербайджанском академическом драматическом театре, 1980).

публицистика
- Алибеков Д. А. Штрихи к портрету // Советский экран. — 1978. — № 23. (Об азербайджанском кино)
- Алибеков Д. А. Как я «прочингизился» (азерб.) // Чингиз Айтматов — торжество тюркского духа. — Баку: Nagıl Evi, 2013.[5]

## Награды и признание
- премия Ленинского комсомола — за роман «Испытание»[3]
- премия «Золотое перо» — за организацию передачи «Булаг» на АзТВ